# Zsombor Piros
Zsombor Piros (sinh 13 tháng 10 năm 1999) là tay vợt quần vợt trẻ người Hungary.
Piros có được vị trí ATP cap nhất là 1366, đạt được vào ngày 26 tháng 9 năm 2016. Anh ấy cũng đạt được vị trí ATP đôi cao nhất là 1483 vào ngày 18 tháng 9 năm 2016.
Lúc giải trẻ Piros có được vị trí cao nhất là 23 đạt được vào ngày 23 tháng 1 năm 2ß17.Piros thắng vô địch Úc Mở rộng trẻ 2017, đánh bại tay vợt Israeli Yshai Oliel ở chung kết.

## Chung kết Grand Slam trẻ

### Đơn: 1 (1 danh hiệu)
| Kết quả | Năm  | Giải đâU   | Mặt sân | Đối thủ     | Tỷ số         |
| ------- | ---- | ---------- | ------- | ----------- | ------------- |
| Vô địch | 2017 | Úc Mở rộng | Cứng    | Yshai Oliel | 4–6, 6–4, 6–3 |